# D’arcy Wretzky
D’arcy Elizabeth Wretzky-Brown (ur. 1 maja 1968 w South Haven, Michigan) – amerykańska basistka rockowa, najlepiej znana z gry w altrockowym zespole The Smashing Pumpkins.

## Młodość
Wretzky urodziła się i wychowała w Michigan. Jej matka była muzykiem i zachęcała ją i jej siostry do nauki gry na instrumentach. D’arcy nauczyła się gry na skrzypcach i oboju, śpiewała także w chórach. Zajmowała się również gimnastyką. Swojego ojca, przedsiębiorcę budowlanego, cechującego się zamiłowaniem do jazdy konnej, nazywała później „bardzo dziwnym człowiekiem”. W młodości Wretzky sama siebie określała „chłopczycą”, co często prowadziło do sporów z jej siostrą. Podczas uczęszczania do szkoły średniej w South Haven zainteresowała się muzyką postpunkową, występując w zespołach coverowych. Po ukończeniu szkoły przeprowadziła się do Francji, aby dołączyć do jednej z tamtejszych grup, ale rozpadła się ona jeszcze przed jej przyjazdem. Wretzky powróciła do Chicago, spędzając lato z przyjaciółmi, często chodząc na koncerty.

## The Smashing Pumpkins
Po koncercie w miejscowym klubie rockowym Wretzky usłyszała, jak Billy Corgan krytykuje występujący zespół. Wywiązała się między nimi żywa dyskusja, w wyniku której Corgan zaprosił ją do gry w powstającej grupie The Smashing Pumpkins, która w tym czasie składała się tylko z niego samego, Jamesa Ihy i automatu perkusyjnego. Wretzky przyjęła propozycję, a kilka miesięcy później ostatnim członkiem został perkusista Jimmy Chamberlin.
Czas spędzony w grupie składał się dla Wretzky z przeplatających się dobrych i złych okresów. Corgan nazwał ją „moralnym autorytetem” i „sumieniem” zespołu. Później wspomniał jednak, że po sukcesie wydanego w 1995 roku albumu Mellon Collie and the Infinite Sadness, basistka rozpoczęła „widoczny, powolny upadek w szaleństwo i/lub narkotyki”. W końcu opuściła grupę w roku 1999, oficjalnie aby poświęcić się karierze aktorskiej. Po jakimś czasie Corgan stwierdził jednak, że została „wyrzucona z zespołu za bycie nikczemną narkomanką, która odmawiała przyjęcia pomocy”. Zastąpiła ją była basistka grupy Hole, Melissa Auf der Maur, a cały zespół rozpadł się w roku 2000.
Wretzky była basistką grupy podczas nagrania jej pierwszych pięciu albumów: Gish, Siamese Dream, Mellon Collie and the Infinite Sadness, Adore, oraz Machina/The Machines of God. Mimo tego, zarówno ona, jak i Corgan potwierdzili, że często to on nagrywał ścieżki gitary basowej, gdyż mógł to zrobić przy znacznie mniejszej liczbie prób. Wretzky często użyczała swojego wokalu na koncertach, zaśpiewała także w trzech utwory studyjne: „Daydream” (Gish), „Farewell and Godnight” (Mellon Collie and the Infinite Sadness) oraz „Dreaming” (The Aeroplane Flies High). Jest także współautorką piosenki „Daughter”.
Wretzky nie odpowiedziała na apel Corgana z 2005 roku, w którym wyraził on swą chęć reaktywacji zespołu.

## Życie prywatne
Wretzky na początku lat dziewięćdziesiątych przez pewien czas była w związku z Jamesem Ihą, gitarzystą The Smashing Pumpkins, a ich rozstanie doprowadziło do poważnych problemów podczas nagrywania albumu Siamese Dream. W 1994 roku artystka wyszła za Kerry’ego Browna, perkusistę zespołu Catherine. Użyczyła wokalu w utworach „Four Leaf Clover” i „Punch Me Out”, zawartych na EP-ce zespołu z 1996 roku, Hot Saki and Bedtime Stories. Pojawiła się także w teledysku do pierwszej z tych piosenek. Po jakimś czasie Wretzky rozwiodła się ze swoim mężem. Ihę z kolei nadal uznaje za swojego przyjaciela.
Wretzky aresztowano 25 stycznia 2000 w Chicago za posiadanie kokainy, ale uniknęła kary biorąc udział w programie prewencyjnym przeznaczonym dla osób po raz pierwszy przyłapanych na posiadaniu narkotyków.
Od 2000 roku Wretzky mieszka w Watervliet w stanie Michigan. Posiada stadninę koni i trzy antykwariaty. Do dziś pozostaje niemal całkowicie poza życiem publicznym.